# Vezelplaat

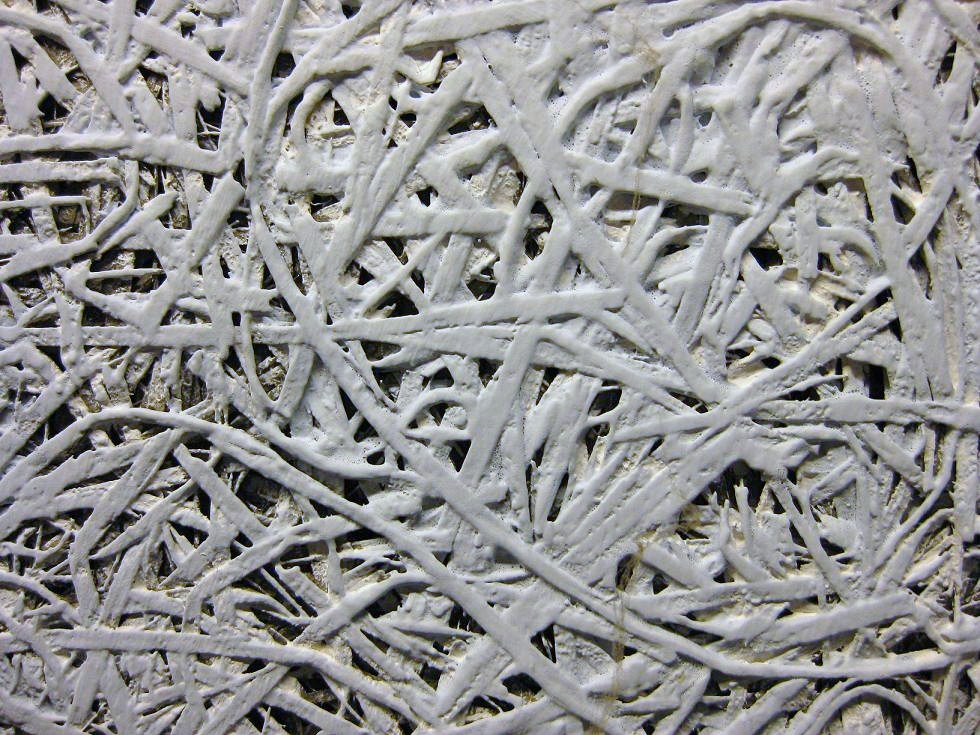
Voorbeeld van een wit geverfde geperste strovezelplaat.

Een vezelplaat is een plaat die is opgebouwd uit vezels met daaraan een bindmiddel toegevoegd.

## Toegepaste vezels
In principe kunnen alle soorten vezels toegepast worden. Vaak toegepaste vezels zijn houtspaanders, (rijst of riet) stro, vlas, glasvezel, bagasse (suikerrietafval), koolstofvezel en aramidevezel.

## Toegepaste bindmiddelen
Er is een grote diversiteit van toegepast bindmiddelen. In principe kunnen alle materialen, die hechten aan de vezels, worden toegepast. Vaak worden thermoharders, zoals fenolformaldehyde toegepast. Ook wordt als bindmiddel gebruikgemaakt van de in hout aanwezige lignine.

## Soorten
Er bestaan talloze vezelplaat soorten. Een aantal soorten zijn:
- Houtvezelplaat is een verzamelnaam voor verschillende vezelplaten.
- Medium-density fibreboard (mdf). Dit wordt voornamelijk gebruikt in de keuken- en meubelbouw. Het is meestal niet bestand tegen vocht.
- Spaanplaat wordt vrij algemeen toegepast. Het is meestal niet bestand tegen vocht.
- Hardboard wordt voornamelijk gebruikt als egaliserende ondervloer, voor onderdelen van keukenkasten en dakelementen. Sommige hardboardsoorten zijn goed bestand tegen vocht en buiten toepasbaar.
- Zachtboard wordt vooral gebruikt als egaliserende, warmte-isolerende en geluiddempende ondervloerlaag. Het werd vroeger veel voor plafonds gebruikt (probleem met brand en vocht).
- Trespa wordt voornamelijk als gevel plaat toegepast, omdat het goed bestand is tegen weersinvloeden.
- Vezelversterkte kunststof wordt veel in vormproducten toegepast.
- Multiplex wordt vrij algemeen als constructiemateriaal toegepast.
- Oriented Strand Board of OSB is een goedkope universeel toegepaste vezelplaat.
- Asbestcementplaat werd veel in de vorm van golfplaten op daken toegepast.
- Gipsvezelplaat kan als wand en plafond materiaal in de (woning)bouw worden toegepast.
- Micarta wordt veel als een elektrische isolator en voor decoratieve doeleinden toegepast.
- Formica wordt veel als decoratieve afwerking toegepast.

## Geschiedenis
Het toepassen van vezel, met een bindmiddel als bouwmateriaal, is al in de oudheid bekend. Het maken van muren van stro en klei of koemest is hiervan een voorbeeld. 
Omwille van de recycleerbaarheid is er een trend om steeds meer natuurlijke vezels te gebruiken.